# Lor, Aisne
Lor là một commune in the Aisne department in Hauts-de-France in northern Pháp.